# بين الكسندر (لاعب دوري الرغبي)
بين الكسندر (بالإنجليزية: Ben Alexander)‏ هو لاعب دوري الرغبي أسترالي، ولد في 13 سبتمبر 1971 في Penrith, New South Wales ‏ في أستراليا، وتوفي في 21 يونيو 1992 في Colyton, New South Wales ‏ في أستراليا.